# Henri-Ferdinand Dolbeau
Pour les articles homonymes, voir Dolbeau.
Henri-Ferdinand Dolbeau, né le 2 avril 1830 à Paris et mort le 10 mars 1877 à Paris, est un chirurgien infantile français.

## Biographie
Henri-Ferdinand Dolbeau fils de Pierre Victor Dolbeau, négociant, et Marie Antoinette Berthaud de Saint-Martin.
Il fait ses études au collège Saint-Louis, puis entre à la faculté de médecine de Paris, en novembre 1949, élève de Velpeau, assistant au service de Bérard à La Charité en 1849, externe en 1850, interne en 1851, lauréat des hôpitaux en 1853, aide d'anatomie en 1854, docteur en médecine, en 1856, sa thèse porte sur Étude sur les grands kystes de la surface convexe du foie .
Dolbeau est prosecteur en 1857. Chirurgien des hôpitaux en 1858, il est  nommé chirurgien au bureau central. Professeur agrégé, en 1860, sa thèse d'agrégation est intitulée De l'emphysème traumatique. 
De 1858 à 1860, Dolbeau remplace deux chirurgiens René Marjolin et Paul Guersant à l'hôpital Sainte-Eugénie et à l'hôpital de l'Enfant-Jésus. C'est à cette période que remonte ses travaux relatifs à la chirurgie infantile.
En 1860 il est chargé de suppléer Civiale dans le service des calculeux à l'hôpital Necker. Initié aux difficultés de la thérapeutique des voies génito-urinaires, il exécute sur cette partie des connaissances chirurgicales une série de travaux, récompensé par la faculté en 1863.
Il se marie en 1861 avec Marie Daguenet et eurent cinq enfants.
Dolbeau refuse sa nomination à l'hôpital du Midi en 1864.
Dolbeau réussie la première utilisation de la cire aseptique chirurgicale, en neurochirurgie, en 1864, à la suite de l'extirpation d'un ostéome frontal. Il est appelé en 1865 à remplacer Jobert de Lamballe dans l'enseignement de la clinique chirurgicale à l'Hôtel-Dieu de Paris. Dolbeau passe ensuite de l'hôpital Saint-Antoine à l'hôpital Cochin en 1868 et est nommé professeur de pathologie externe à la faculté de médecine la même année. Il passe ensuite à l'hôpital Beaujon.
En 1870, Dolbeau, souffrant d'une pleurésie, subit une opération de l'empyème pleural par Nélaton et se rétablit correctement.

## L'affaire Dolbeau
On lui reproche, d'avoir livré aux autorités militaire le 25 mai 1871, un fédéré, dénommé Bredon, lieutenant des Vengeurs de Paris, hospitalisé à l'hôpital Beaujon, depuis le 7 mai 1871, pendant la Commune de Paris. Bredon est envoyé à la mairie du 8e, état-major de la place, pour être présenté aux autorités militaires, et remis en liberté le lendemain, par le général Vinoy, dont il avait été l'ordonnance. Le bruit court que cet homme a été fusillé, il en résulte une animation considérable dans l'hôpital et une immense tollé contre Dolbeau et on l'empêche de faire cours quelque temps. Dolbeau obtient de l'assistance publique une enquête officieuse sur sa conduite. Ses héritiers intentent un procès contre Lissagaray et Curel et Fayard, éditeurs, à propos d'un passage de la 10e édition, p. 403, du livre Histoire de la Commune de 1871 qui relate les faits. Les éditeurs sont condamnés à verser 1 franc de dommages-intérêts et Lissagaray à faire disparaitre le passage jugé diffamatoire.

## Éponymie
Son nom est associé à :
- Lithotripsie de Dolbeau ou lithotripsie périnéale.

## Œuvres et publications
- Mémoire sur une variété de tumeur sanguine, ou grenouillette sanguine, Paris, A. Delahaye, 1857, 30 p. (lire en ligne).
- Mémoire sur les tumeurs cartilagineuses des mâchoires (enchondrômes), Paris, impr. de Dubuisson, 1859, 33 p. (lire en ligne).
- De l'épispadias, ou Fissure uréthrale supérieure, et de son traitement, Paris, A. Delahaye, 1861, 55 p. (lire en ligne).
- Traité pratique de la pierre dans la vessie, Paris, 1864, 424 p. (lire en ligne).
- De la lithotritie périnéale, ou Nouvelle manière d'opérer les calculeux, Paris, 1872, 302 p. (lire en ligne).

## Distinctions et reconnaissance
- Chevalier de la Légion d'honneur
- Officier d'académie (1860)

## Sociétés savantes
- Membre de l'Académie de Médecine, section de pathologie chirurgicale (1872).
- Président de la Société de chirurgie.